# Hermann Anton von Hatzfeldt
Hermann Friedrich Anton, 2e prince von Hatzfeldt zu Trachenberg (né le 2 octobre 1808 à Berlin et mort le 20 juillet 1874 au château de Trachenberg, arrondissement de Militsch (de)) est un homme politique prussien.

## Biographie
Hermann von Hatzfeldt zu Trachenberg est le fils aîné du prince Franz Ludwig von Hatzfeldt zu Trachenberg (1756-1827) et de son épouse Friederike Caroline (Sophie) née comtesse von der Schulenburg-Kehnert (1779-1832). Son jeune frère Maximilian von Hatzfeldt-Trachenberg (1813–1859) devient diplomate, sa sœur aînée est Sophie von Hatzfeldt (1805–1881), la compagne de Ferdinand Lassalle.
Hermann von Hatzfeldt zu Trachenberg, qui est catholique, se marie le 11 juin 1831 à Trachenberg avec Henriette Charlotte Luise Mathilde comtesse de Reichenbach-Goschütz (1799-1858), fille du comte Heinrich Leopold von Reichenbach-Goschütz, seigneur de Schmarker-Ellguth et Krutschen. Le mariage devient effectif le 6 juin. Divorcé en octobre 1846, il épouse en secondes noces le 1er avril 1847 à Laskowitz Marie Mathilde Leokadie Anna, née von Nimptsch, veuve von Buch (de) (1820-1897), la fille du représentant général du paysage Carl Friedrich von Nimptsch, seigneur de Jäschkowitz et Sibotschütz. Les deux épouses sont de confession protestante. Son fils de son second mariage, Hermann von Hatzfeldt (1848–1933), lui succède à la seigeurie.
Hermann von Hatzfeldt zu Trachenberg devient prince de Trachenberg en 1827. Les conflits d'héritage avec la lignée Wildenburg de la famille au sujet du partage des biens à Trachenberg, en Rhénanie et à Waldmanshofen en Franconie se prolongent jusqu'en 1830. De 1839 à 1847, il est directeur général du paysage en Silésie. En 1843, il acquit les manoirs de Bärsdorf près de Bojanowo et Gußwitz dans la province de Posnanie.
Hermann von Hatzfeldt zu Trachenberg est député du parlement provincial de Silésie (de) de 1827 à 1874. En 1842, il est membre de la Commission des États réunis pour la province de Silésie et, en 1847, du Parlement uni prussien. En 1849, il est élu à la seconde chambre prussienne. Bénéficiaire héréditaire de la principauté de Trachenberg, il est membre de la chambre des seigneurs de Prusse de 1854 à 1874. En 1850, il est membre de l'assemblée du peuple du Parlement de l'Union d'Erfurt.